# Mooringsport
Mooringsport es un pueblo ubicado en la parroquia de Caddo en el estado estadounidense de Luisiana. En el Censo de 2010 tenía una población de 793 habitantes y una densidad poblacional de 260,8 personas por km².

## Geografía
Mooringsport se encuentra ubicado en las coordenadas 32°40′46″N 93°57′37″O / 32.67944, -93.96028. Según la Oficina del Censo de los Estados Unidos, Mooringsport tiene una superficie total de 3.04 km², de la cual 3.01 km² corresponden a tierra firme y (1.11%) 0.03 km² es agua.

## Demografía
Según el censo de 2010, había 793 personas residiendo en Mooringsport. La densidad de población era de 260,8 hab./km². De los 793 habitantes, Mooringsport estaba compuesto por el 83.73% blancos, el 12.61% eran afroamericanos, el 0.5% eran amerindios, el 0% eran asiáticos, el 0.88% eran isleños del Pacífico, el 0.38% eran de otras razas y el 1.89% pertenecían a dos o más razas. Del total de la población el 0.88% eran hispanos o latinos de cualquier raza.